# Beijing Jeep BJ 212

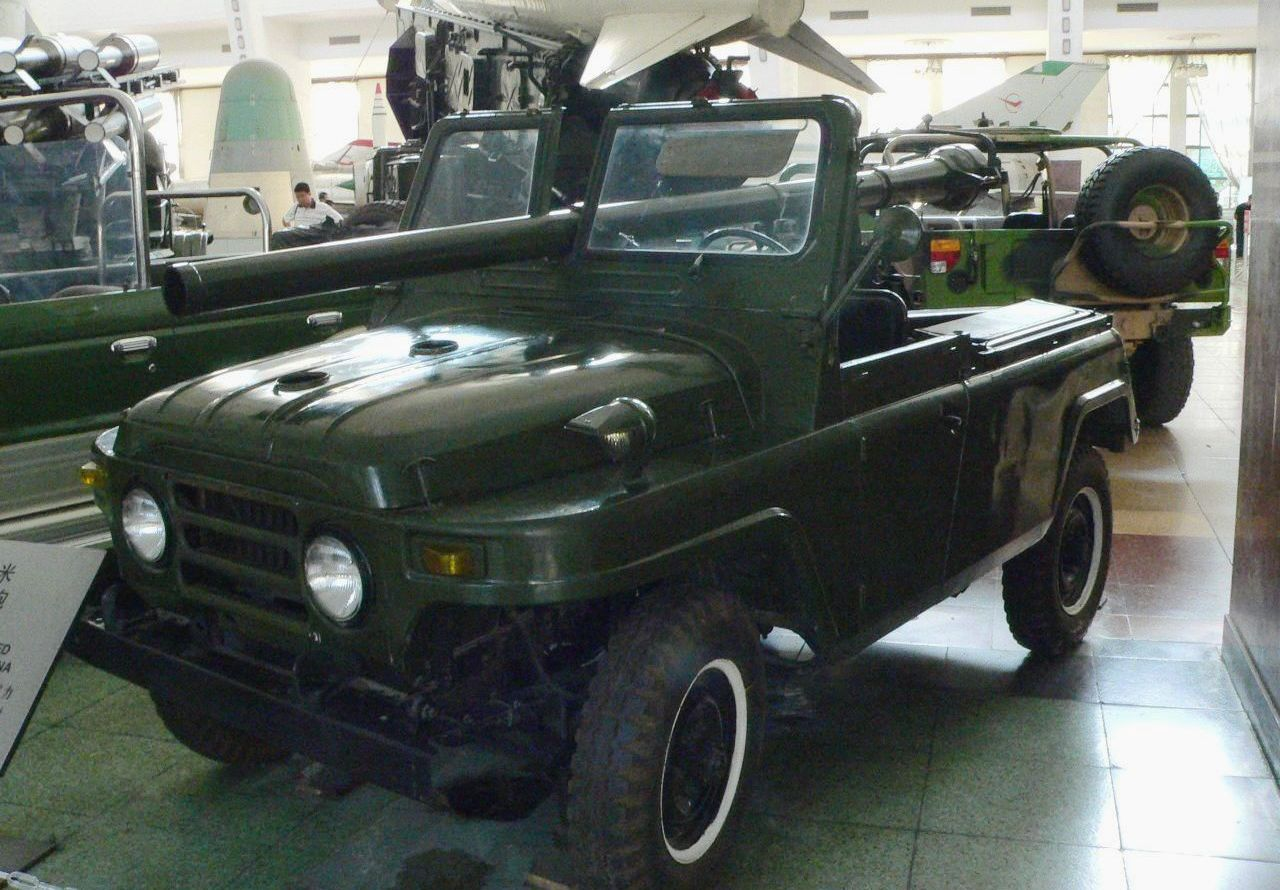
BJ212A met terugstootloze vuurmond

De Beijing Jeep BJ212 of kortweg BJ212 is een terreinauto die sinds 1965 in de Volksrepubliek China werd geproduceerd. Het is een model dat veel lijkt op de OeAZ 469 van de Sovjet-Unie.

## Geschiedenis
Na het einde van de Tweede Wereldoorlog had het Chinese leger alleen voertuigen van de geallieerden of wat de Japanners hadden achtergelaten. Om in de behoefte van nieuw materieel te voorzien profiteerde het land van de goede relatie met de Sovjet-Unie. De ontwerpen en plannen voor de OeAZ 469 kwamen hierbij van pas en de Chinese versie wijkt hier in details op af.
Aanvankelijk hielden diverse fabrieken zich bezig met de productie, maar uiteindelijk kwam de productie volledig terecht bij de Beijing Jeep Corporation, een onderdeel van de Beijing Automotive Industry Holding. In totaal zijn er ongeveer 460.000 exemplaren van gebouwd. Hij was ook in gebruik bij de krijgsmacht van Pakistan en Tsjaad. Medio jaren negentig kwam de opvolger, de BJ2010, in productie.

## Versies
De BJ212 werd gemaakt voor het Chinese leger maar ook voor civiel gebruik. Het heeft vier deuren en vijf zitplaatsen. Er is ook een versie met twee deuren en twee zitbanken voor zes personen in de laadruimte. Dit is de BJ212A. Beide versies hebben een canvas kap en een neerklapbare voorruit. De BJ212A werd ook uitgerust met een 105mm terugstootloze vuurmond. De versie met een metalen dak staat bekend als de BJ212F.
De eerste modellen hadden een 75 pk viertakt benzinemotor met een cilinderinhoud van 2445 cc. Later kwam daar een Perkins dieselmotor bij van 67 pk bij 3600 toeren per minuut. Deze dieselmotor heeft een iets grotere cilinderinhoud.
De voertuigen hebben standaard aandrijving op twee wielen, maar vierwielaandrijving is inschakelbaar. Het is uitgerust een versnellingsbak met drie versnellingen vooruit en een achteruit-versnelling. Door toepassing van een extra reductiebak kunnen deze versnellingen in zowel een hoge- als lage gearing gebruikt worden en heeft het voertuig zes versnellingen vooruit en twee achteruit.
Het laadvermogen is zo’n 600 kilogram en de maximumsnelheid ligt tegen de 100 km per uur aan. Het bereik ligt rond de 440 kilometer.

## Export naar Nederland en België
In 1987 liet Globe B.V., onderdeel van Chrysler- en Jeep-dealer Autokoster uit Loon op Zand, zo'n twintg exemplaren van de BJ212 in containers naar Nederland verschepen. Daarna begon een lang traject bij de RDW dat de auto na een groot aantal aanpassingen een unieke typegoedkeuring gaf, waarbij iedere auto apart in Lelystad moest worden negekeken op de ombouw. De importeur probeerde de Beijing Jeep Corporation te bewegen de aanpassingen die hij hier verrichtte al in Peking te realiseren, maar dat lukte niet.
Eind 1987 werd de nieuwkomer in de Benelux voorgesteld als Peking Jeep in twee versies: de tweedeurs BJ212A en de vierdeurs BJ212. Plannen voor de import van een verlengde pick-up en hardtopversie waren in een vergevorderd stadium. De import voor België verliep via de Nederlandse importeur.
Het gehoopte succes in de verkoop bleef achter. In het terrein was de auto log maar ook sterk en de grootste gewenning zat in de omgang met de drieversnellingsbak.
Ook bleken de BJ212's onderhoudsgevoelig waardoor bij gebruikers die het minder nauw namen met het onderhoud veel stuk ging. Reserve-onderdelen kwamen moeizaam uit China zodat de importeur niet-verkochte exemplaren als donorauto gebruikte. Het hele project was zwaar verliesgevend en na drie jaar werd het restant van de voorraad naar Egypte verkocht.